# Tetrastichus ovipransus
Tetrastichus ovipransus är en stekelart som beskrevs av Crosby och Emery Clarence Leonard 1917. Tetrastichus ovipransus ingår i släktet Tetrastichus och familjen finglanssteklar. Inga underarter finns listade i Catalogue of Life.